# Magnolia (Delaware)
Pour les articles homonymes, voir Magnolia (homonymie).
Magnolia est une ville américaine située dans le comté de Kent, dans l'État du Delaware.

## Démographie
| 1880 | 1890 | 1900 | 1910 | 1920 | 1930 |
| ---- | ---- | ---- | ---- | ---- | ---- |
| 193  | 216  | 208  | 210  | 177  | 173  |

| 1940 | 1950 | 1960 | 1970 | 1980 | 1990 |
| ---- | ---- | ---- | ---- | ---- | ---- |
| 218  | 207  | 310  | 319  | 283  | 211  |

| 2000 | 2010 | - | - | - | - |
| ---- | ---- | - | - | - | - |
| 226  | 225  | - | - | - | - |

Selon le recensement de 2010, Magnolia compte 225 habitants. La municipalité s'étend sur 0,12 milles carrés (0,31 km2).